# 2011年の宝塚歌劇公演一覧
本項目では、2011年の宝塚歌劇公演一覧（2011ねんのたからづかかげきこうえんいちらん）について示す。

## 宝塚大劇場公演

### 雪組
- 1月1日（土） - 1月31日（月）
  - 『ロミオとジュリエット』（ウィリアム・シェイクスピア　原作、ジェラール・プレスギュルヴィック 作、小池修一郎　潤色・演出）

外部リンク
- 宝塚歌劇団・公演案内

### 花組
- 2月4日（金） - 3月7日（月）
  - 『愛のプレリュード』（鈴木圭　作・演出）
  - 『Le Paradis!! -聖なる時間-』（藤井大介　作・演出）

外部リンク
- 宝塚歌劇団・公演案内

### 月組
- 3月11日（金） - 4月11日（月）
  - 『バラの国の王子<ボーモン夫人・作「美女と野獣」より>』（木村信司　脚本・演出）
  - 『ONE -私が愛したものは…-』（草野旦　作・演出）

外部リンク
- 宝塚歌劇団・公演案内

### 星組
- 4月15日（金） - 5月16日（月）
  - 『ノバ・ボサ・ノバ -盗まれたカルナバル-』（鴨川清作　作、藤井大介　演出）
  - 『めぐり会いは再び -My only shinin’star-<マリヴォー・作「愛と偶然との戯れ」より>』（小柳奈穂子　脚本・演出）

外部リンク
- 宝塚歌劇団・公演案内

### 宙組
- 5月20日（金） - 6月20日（月）
  - 『美しき生涯 -石田三成 永遠(とわ)の愛と義-』（大石静　作、石田昌也　演出）
  - 『ルナロッサ -夜に惑う旅人-』（稲葉太地　作・演出）

外部リンク
- 宝塚歌劇団・公演案内

### 花組
- 6月24日（金） - 7月25日（月）
  - 『ファントム』（アーサー・コピット　脚本、中村一徳　潤色・演出）

外部リンク
- 宝塚歌劇団・公演案内

### 月組
- 7月29日（金） - 8月29日（月）
  - 『アルジェの男』（柴田侑宏　作、大野拓史　演出）
  - 『Dance Romanesque』（中村暁　作・演出）

外部リンク
- 宝塚歌劇団・公演案内

### 雪組
- 9月2日（金） - 10月3日（月）
  - 『仮面の男』（アレクサンドル・デュマ　原作、児玉明子　脚本・演出）
  - 『ROYAL STRAIGHT FLASH!!』（齋藤吉正　作・演出）

外部リンク
- 宝塚歌劇団・公演案内

### 宙組
- 10月7日（金） - 11月7日（月）
  - 『クラシコ・イタリアーノ -最高の男の仕立て方-』（植田景子　作・演出）
  - 『NICE GUY!! -その男、Yによる法則-』（藤井大介　作・演出）

外部リンク
- 宝塚歌劇団・公演案内

### 星組
- 11月11日（金） - 12月13日（火）
  - 『オーシャンズ11』（小池修一郎　脚本・演出）

外部リンク
- 宝塚歌劇団・公演案内

## 東京宝塚劇場公演

### 宙組
- 1月1日(土) - 1月30日(日)
  - 『誰がために鐘は鳴る』（アーネスト・ヘミングウェイ　原作、柴田侑宏　脚本、木村信司　演出）

外部リンク
- 宝塚歌劇団・公演案内

### 雪組
- 2月17日(木) - 3月20日(日)
  - 『ロミオとジュリエット』（ウィリアム・シェイクスピア　原作、ジェラール・プレスギュルヴィック 作、小池修一郎　潤色・演出）

外部リンク
- 宝塚歌劇団・公演案内

### 花組
- 3月25日(金) - 4月24日(日)
  - 『愛のプレリュード』（鈴木圭　作・演出）
  - 『Le Paradis!! -聖なる時間-』（藤井大介　作・演出）

外部リンク
- 宝塚歌劇団・公演案内

### 月組
- 4月29日(金) - 5月29日(日)
  - 『バラの国の王子<ボーモン夫人・作「美女と野獣」より>』（木村信司　脚本・演出）
  - 『ONE -私が愛したものは…-』（草野旦　作・演出）

外部リンク
- 宝塚歌劇団・公演案内

### 星組
- 6月3日(金) - 7月3日(日)
  - 『ノバ・ボサ・ノバ -盗まれたカルナバル-』（鴨川清作　作、藤井大介　演出）
  - 『めぐり会いは再び -My only shinin’star-<マリヴォー・作「愛と偶然との戯れ」より>』（小柳奈穂子　脚本・演出）

外部リンク
- 宝塚歌劇団・公演案内

### 宙組
- 7月8日(金) - 8月7日(日)
  - 『美しき生涯 -石田三成 永遠(とわ)の愛と義-』（大石静　作、石田昌也　演出）
  - 『ルナロッサ -夜に惑う旅人-』（稲葉太地　作・演出）

外部リンク
- 宝塚歌劇団・公演案内

### 花組
- 8月12日(金) - 9月11日(日)
  - 『ファントム』（アーサー・コピット　脚本、中村一徳　潤色・演出）

外部リンク
- 宝塚歌劇団・公演案内

### 月組
- 9月16日(金) - 10月16日(日)
  - 『アルジェの男』（柴田侑宏　作、大野拓史　演出）
  - 『Dance Romanesque』（中村暁　作・演出）

外部リンク
- 宝塚歌劇団・公演案内

### 雪組
- 10月21日(金) - 11月20日(日)
  - 『仮面の男』（アレクサンドル・デュマ　原作、児玉明子　脚本・演出）
  - 『ROYAL STRAIGHT FLASH!!』（齋藤吉正　作・演出）

外部リンク
- 宝塚歌劇団・公演案内

### 宙組
- 11月25日(金) - 12月25日(日)
  - 『クラシコ・イタリアーノ -最高の男の仕立て方-』（植田景子　作・演出）
  - 『NICE GUY!! -その男、Yによる法則-』（藤井大介　作・演出）

外部リンク
- 宝塚歌劇団・公演案内

## 宝塚バウホール公演

### 月組
- 1月8日(土) - 1月18日(火)
  - 『Dancing Heroes!（ダンシング ヒーローズ）』（三木章雄　作・演出）

外部リンク
- 宝塚歌劇団・公演案内

### 星組
- 1月29日(土) - 2月8日(火)　
  - 『メイちゃんの執事 -私（わたくし）の命に代えてお守りします-』（宮城理子　原作、児玉明子　脚本・演出）

外部リンク
- 宝塚歌劇団・公演案内

### 宙組
- 3月17日(木) - 3月27日(日)
  - 『記者と皇帝』（大野拓史　作・演出）

外部リンク
- 宝塚歌劇団・公演案内

### 雪組
- 4月28日(木) - 5月8日(日)
  - 『ニジンスキー〜奇跡の舞神〜』（原田諒　作・演出）

- 7月7日(木) - 7月19日(火)
  - 『灼熱の彼方～「オデュセウス編」と「コモドゥス編」～』（鈴木圭　作・演出）

外部リンク
- 宝塚歌劇団・公演案内　ニジンスキー〜奇跡の舞神〜
- 宝塚歌劇団・公演案内　灼熱の彼方

### 星組
- 8月26日(金) - 9月5日(月)
  - 『ランスロット』（生田大和　作・演出）

外部リンク
- 宝塚歌劇団・公演案内

### 専科
- 9月15日(木) - 9月26日(月)
  - 『おかしな二人』（ニール・サイモン　原作、石田昌也　脚色・演出）

外部リンク
- 宝塚歌劇団・公演案内

### 月組
- 11月17日(木) - 11月27日(日)
  - 『アリスの恋人～ルイス・キャロル・作「不思議の国のアリス」より～』（小柳奈穂子　脚本・演出）

外部リンク
- 宝塚歌劇団・公園案内

## その他の日本公演

### 月組
- 1月14日(金) - 1月21日(金)　東京・日本青年館
  - 『STUDIO 54（スタジオ フィフティフォー）』（齋藤吉正　作・演出）

外部リンク
- 宝塚歌劇団・公演案内

### 星組
- 2月1日(火)～2月24日(木)　中日劇場
  - 『愛するには短すぎる』（小林公平　原案、正塚晴彦　脚本・演出）
  - 『ル・ポアゾン 愛の媚薬II』（岡田敬二　作・演出）

- 2月15日(火) - 2月21日(月)　日本青年館
  - 『メイちゃんの執事 -私（わたくし）の命に代えてお守りします-』（宮城理子　原作、児玉明子　脚本・演出）

外部リンク
- 宝塚歌劇団・公演案内　中日劇場公演
- 宝塚歌劇団・公演案内　日本青年館公演

### 宙組
- 3月4日(金)～3月10日(木)　日本青年館
  - 『記者と皇帝』（大野拓史　作・演出）

- 3月8日(火) - 3月20日(日)　大阪・シアター・ドラマシティ
  - 『ヴァレンチノ』（小池修一郎　作・演出）

- 3月26日(土) - 4月2日(土)　日本青年館　＊東日本大震災のため中止であった。
  - 『ヴァレンチノ』（小池修一郎　作・演出）

外部リンク
- 宝塚歌劇団・公演案内　日本青年館公演『記者と皇帝』
- 宝塚歌劇団・公演案内　シアター・ドラマシティ公演『ヴァレンチノ』
- 宝塚歌劇団・公演案内　日本青年館公演『ヴァレンチノ』

### 雪組
- 5月13日(金) - 5月19日(木)　日本青年館
  - 『ニジンスキー〜奇跡の舞神〜』（原田諒　作・演出）

外部リンク
- 宝塚歌劇団・公演案内

- 4月23日(土) - 5月22日(日)　全国ツアー
  - 『黒い瞳』（柴田侑宏　脚本、謝珠栄　演出・振付）
  - 『ロック・オン!』（三木章雄　作・演出）

- 宝塚歌劇団・公演案内

#### 公演場所
- 4月23日（土）・24日（日）　市川市文化会館（千葉県）
- 4月26日（火）　府中の森芸術劇場（東京都）
- 4月27日（水）　神奈川県民ホール
- 4月29日（金）・30日（土）・5月1日（日）　梅田芸術劇場・メインホール（大阪府）
- 5月3日（火）・4日（水）・5日（木）　福岡市民会館（福岡県）
- 5月7日（土）　松山市民会館（愛媛県）
- 5月8日（日）　西条市総合文化会館（愛媛県）
- 5月10日（火）　倉敷市民会館（岡山県）
- 5月12日（木）　北九州ソレイユホール(旧・九州厚生年金会館) （福岡県）
- 5月14日（土）　ALSOKホール(旧・広島郵便貯金ホール)（広島県）
- 5月15日（日）　周南市文化会館（山口県）
- 5月17日（火）　ひこね市文化プラザ（滋賀県）
- 5月19日（木）　三重県文化会館
- 5月21日（土）　四日市市文化会館（三重県）
- 5月22日（日）　日進市民会館（愛知県）

### 雪組
- 7月1日(金) - 7月17日(日)　梅田芸術劇場・メインホール
  - 『ハウ・トゥー・サクシード -努力しないで出世する方法-』（シェパード・ミード　原作、酒井澄夫　脚色・演出）

外部リンク
- 宝塚歌劇団・公演案内

### 宙組
- 8月13日(土) - 8月19日(金)　日本青年館
  - 『ヴァレンチノ』（小池修一郎　作・演出）

外部リンク
- 宝塚歌劇団・公演案内

### 星組
- 8月1日(月) - 8月23日(火)　博多座
  - 『ノバ・ボサ・ノバ -盗まれたカルナバル-』（鴨川清作　作、藤井大介　演出）
  - 『めぐり会いは再び -My only shinin’star-<マリヴォー・作「愛と偶然との戯れ」より>』（小柳奈穂子　脚本・演出）

- 9月17日(土) - 9月25日(日)　中日劇場
  - 『ノバ・ボサ・ノバ -盗まれたカルナバル-』（鴨川清作　作、藤井大介　演出）
  - 『めぐり会いは再び -My only shinin’star-<マリヴォー・作「愛と偶然との戯れ」より>』（小柳奈穂子　脚本・演出）

外部リンク
- 宝塚歌劇団・公演案内　博多座公演
- 宝塚歌劇団・公演案内　中日劇場公演

### 花組
- 10月15日(土)～11月13日(日)　全国ツアー公演
  - 『小さな花がひらいた -山本周五郎・作「ちいさこべ」より-』（柴田侑宏　脚本、中村暁　演出）
  - 『ル・ポァゾン 愛の媚薬II』（岡田敬二　作・演出）

外部リンク
- 宝塚歌劇団・公演案内

#### 公演場所
- 10月15日（土）・16日（日）　市川市文化会館（千葉県）
- 10月18日（火）　府中の森芸術劇場（東京都）
- 10月20日（木）　前橋市民文化会館（群馬県）
- 10月22日（土）・23日（日）　梅田芸術劇場・メインホール（大阪府）
- 10月25日（火）・26日（水）　アクトシティ浜松（静岡県）
- 10月27日（木）　幸田町民会館・さくらホール（愛知県）
- 10月29日（土）　まつもと市民・芸術館（長野県）
- 10月30日（日）　ホクト文化ホール(長野県県民文化会館)
- 11月1日（火）　コラニー文化ホール(山梨県立県民文化ホール)
- 11月3日（木）　グリーンホール相模大野（神奈川県）
- 11月6日（日）　大館市民文化会館（秋田県）
- 11月8日（火）　青森市文化会館
- 11月10日（木）　北上さくらホール（岩手県）
- 11月12日（土）・13日（日）　ニトリ文化ホール(旧・北海道厚生年金会館)（北海道札幌市）

### 花組
- 10月18日(火) - 10月30日(日)　大阪・シアタードラマシティ
  - 『カナリア』（正塚晴彦　作・演出）

- 11月4日(金) - 11月10日(木)　日本青年館
  - 『カナリア』（正塚晴彦　作・演出）

外部リンク
- 宝塚歌劇団・公演案内　シアター・ドラマシティ公演
- 宝塚歌劇団・公演案内　日本青年館公演

### 月組
- 12月2日(金) - 12月8日(木)　日本青年館
  - 『アリスの恋人～ルイス・キャロル・作「不思議の国のアリス」より～』（小柳奈穂子　脚本・演出）

外部リンク
- 宝塚歌劇団・公演案内

- 11月19日(土) - 12月11日(日)　全国ツアー
  - 『我が愛は山の彼方に』（植田紳爾　脚本・演出）
  - 『Dance Romanesque（ダンス ロマネスク）』（中村暁　作・演出）

外部リンク
- 宝塚歌劇団・公演案内

#### 公演場所
- 11月19日・11月20日　梅田芸術劇場・メインホール（大阪府）
- 11月22日・11月23日　中京大学文化市民会館・オーロラホール（愛知県名古屋市）
- 11月25日　川口総合文化センター（埼玉県川口市）
- 11月26日・11月27日　神奈川県民ホール
- 11月29日　新潟県民会館
- 12月1日　広島市文化交流会館(旧・広島厚生年金会館)（広島県）
- 12月3日・12月4日　福岡市民会館（福岡県）
- 12月5日　北九州ソレイユホール(旧・九州厚生年金会館)（福岡県）
- 12月7日　佐賀市文化会館（佐賀県）
- 12月8日　崇城大学市民ホール(熊本市民会館)
- 12月10日・12月11日　宝山ホール(鹿児島県文化センター)

### 雪組
- 12月23日(金) - 2012年1月6日(金)　大阪・シアタードラマシティ
  - 『Samourai（サムライ）～著・月島総記「巴里の侍」（メディアファクトリー・刊）より～』（谷正純　脚本・演出）

外部リンク
- 宝塚歌劇団・公演案内